# Pseudopoda tinjura
Pseudopoda tinjura är en spindelart som beskrevs av Jäger 200. Pseudopoda tinjura ingår i släktet Pseudopoda och familjen jättekrabbspindlar.
Artens utbredningsområde är Nepal. Inga underarter finns listade i Catalogue of Life.